# 데미즈야

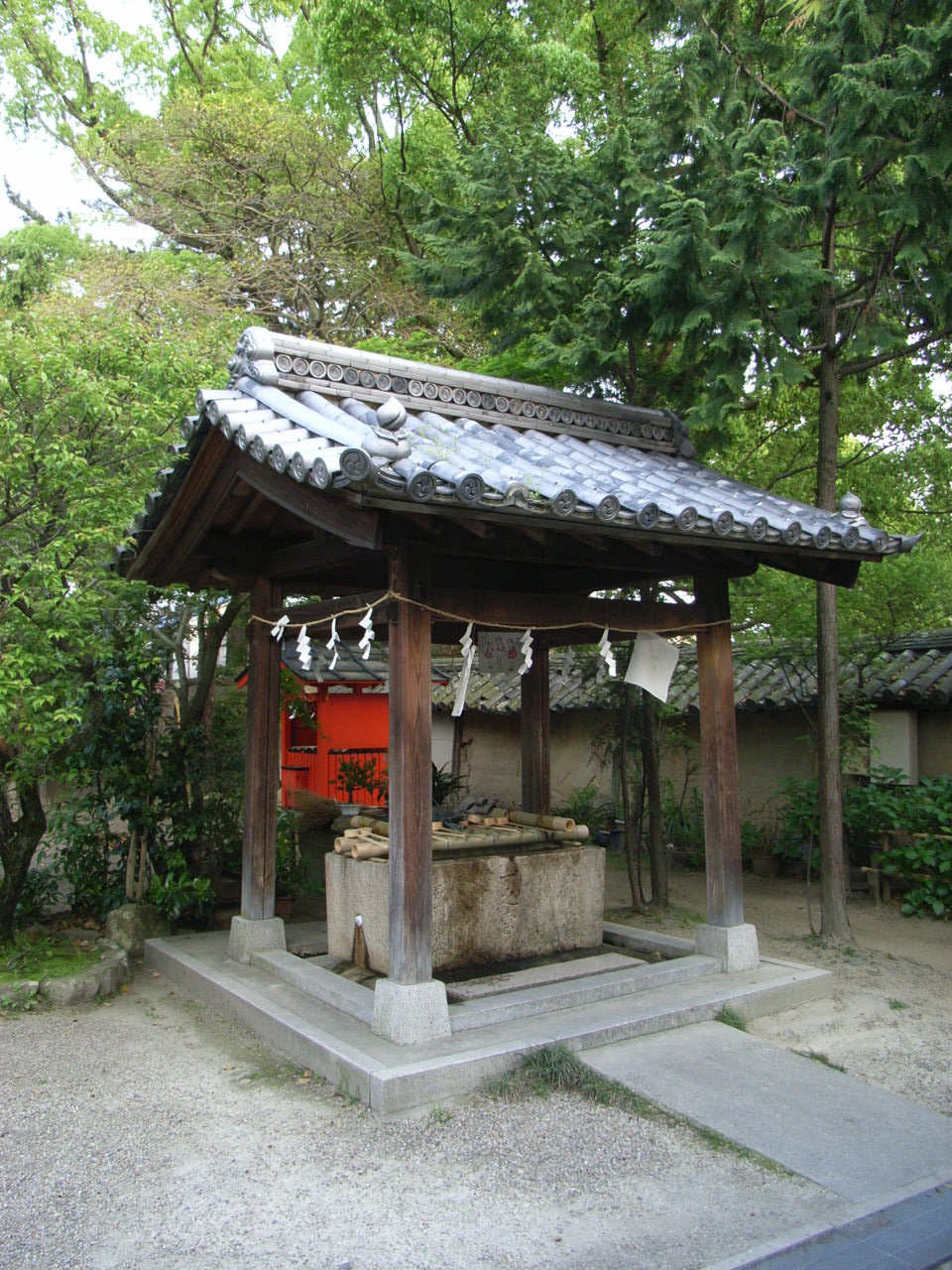
데미즈야

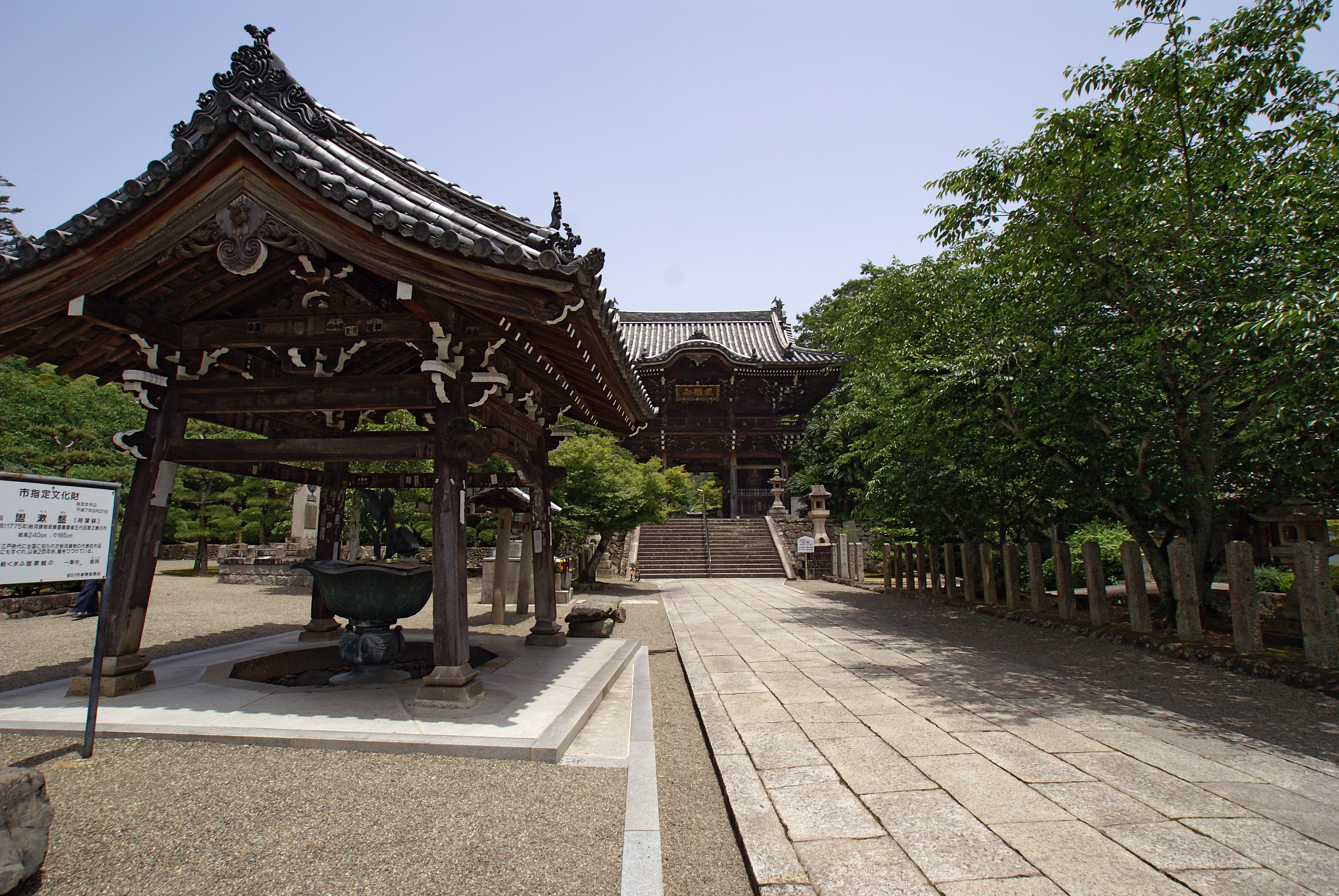
대부분의 초즈는 경내의 참배길 가에 설치된다. (고카와데라)

데미즈야(일본어: 手水舎)는 일본의 신사나 사찰에 있는 손이나 입을 씻는 장소이다. 많은 초즈야는 석재의 수반, 그 위에 지붕으로 구성되어 있다. 수반에는 국자가 놓여 있는데 그것을 사용해서 물을 뜨고 왼손, 오른손을 씻은 후, 손에 물을 모아 입을 헹구고 남은 물로 국자를 씻는 것이 예의 방법이다. 대한민국의 사찰에 있는 약수터와 비슷하지만 이 곳은 약수터가 아니기 때문에 물을 마시면 안 된다.